# Кабау
Кабау (нід. Cabauw) — село в нідерландській провінції Утрехт. Входить до муніципалітету Лопік.
Його площа становить 0,89 км², а населення станом на 2021 рік складало 775 осіб.
Перша згадка про населений пункт датується 1254 роком.
До 1943 року мало статус окремого муніципалітету.

## Клімат
| Клімат Кабау (середні значення за 1991−2020, екстремуми з 1986 року) | Клімат Кабау (середні значення за 1991−2020, екстремуми з 1986 року) | Клімат Кабау (середні значення за 1991−2020, екстремуми з 1986 року) | Клімат Кабау (середні значення за 1991−2020, екстремуми з 1986 року) | Клімат Кабау (середні значення за 1991−2020, екстремуми з 1986 року) | Клімат Кабау (середні значення за 1991−2020, екстремуми з 1986 року) | Клімат Кабау (середні значення за 1991−2020, екстремуми з 1986 року) | Клімат Кабау (середні значення за 1991−2020, екстремуми з 1986 року) | Клімат Кабау (середні значення за 1991−2020, екстремуми з 1986 року) | Клімат Кабау (середні значення за 1991−2020, екстремуми з 1986 року) | Клімат Кабау (середні значення за 1991−2020, екстремуми з 1986 року) | Клімат Кабау (середні значення за 1991−2020, екстремуми з 1986 року) | Клімат Кабау (середні значення за 1991−2020, екстремуми з 1986 року) | Клімат Кабау (середні значення за 1991−2020, екстремуми з 1986 року) |
| Показник                                                             | Січ.                                                                 | Лют.                                                                 | Бер.                                                                 | Квіт.                                                                | Трав.                                                                | Черв.                                                                | Лип.                                                                 | Серп.                                                                | Вер.                                                                 | Жовт.                                                                | Лист.                                                                | Груд.                                                                | Рік                                                                  |
| Абсолютний максимум, °C                                              | 14,7                                                                 | 18,2                                                                 | 23,1                                                                 | 27,6                                                                 | 32,3                                                                 | 33,5                                                                 | 36,9                                                                 | 34,1                                                                 | 31,9                                                                 | 26,3                                                                 | 19,3                                                                 | 14,8                                                                 |                                                                      |
| Середній максимум, °C                                                | 6,0                                                                  | 6,9                                                                  | 10,3                                                                 | 14,5                                                                 | 18,0                                                                 | 20,6                                                                 | 22,8                                                                 | 22,7                                                                 | 19,3                                                                 | 14,7                                                                 | 9,8                                                                  | 6,5                                                                  | 14,3                                                                 |
| Середня температура, °C                                              | 3,5                                                                  | 3,8                                                                  | 6,3                                                                  | 9,6                                                                  | 13,3                                                                 | 16,0                                                                 | 18,1                                                                 | 17,8                                                                 | 14,8                                                                 | 10,9                                                                 | 7,0                                                                  | 4,1                                                                  | 10,4                                                                 |
| Середній мінімум, °C                                                 | 0,7                                                                  | 0,6                                                                  | 2,3                                                                  | 4,6                                                                  | 8,2                                                                  | 11,0                                                                 | 13,2                                                                 | 12,9                                                                 | 10,5                                                                 | 7,2                                                                  | 3,9                                                                  | 1,4                                                                  | 6,4                                                                  |
| Абсолютний мінімум, °C                                               | −15,4                                                                | −20                                                                  | −15,3                                                                | −4,7                                                                 | −0,3                                                                 | 1,8                                                                  | 6,3                                                                  | 4,7                                                                  | 1,8                                                                  | −6                                                                   | −7,7                                                                 | −12,9                                                                |                                                                      |
| Норма опадів, мм                                                     | 60.3                                                                 | 55.4                                                                 | 51.3                                                                 | 38.8                                                                 | 53.0                                                                 | 69.6                                                                 | 79.9                                                                 | 78.4                                                                 | 70.3                                                                 | 68.1                                                                 | 70.7                                                                 | 73.9                                                                 | 769.7                                                                |
| Вологість повітря, %                                                 | 88.2                                                                 | 85.8                                                                 | 81.9                                                                 | 77.0                                                                 | 75.9                                                                 | 77.7                                                                 | 78.6                                                                 | 80.2                                                                 | 83.8                                                                 | 86.6                                                                 | 90.1                                                                 | 90.1                                                                 | 83.0                                                                 |
| -------------------------------------------------------------------- | -------------------------------------------------------------------- | -------------------------------------------------------------------- | -------------------------------------------------------------------- | -------------------------------------------------------------------- | -------------------------------------------------------------------- | -------------------------------------------------------------------- | -------------------------------------------------------------------- | -------------------------------------------------------------------- | -------------------------------------------------------------------- | -------------------------------------------------------------------- | -------------------------------------------------------------------- | -------------------------------------------------------------------- | -------------------------------------------------------------------- |
| Джерело: Королівський нідерландський інститут метеорології           |                                                                      |                                                                      |                                                                      |                                                                      |                                                                      |                                                                      |                                                                      |                                                                      |                                                                      |                                                                      |                                                                      |                                                                      |                                                                      |

## Галерея

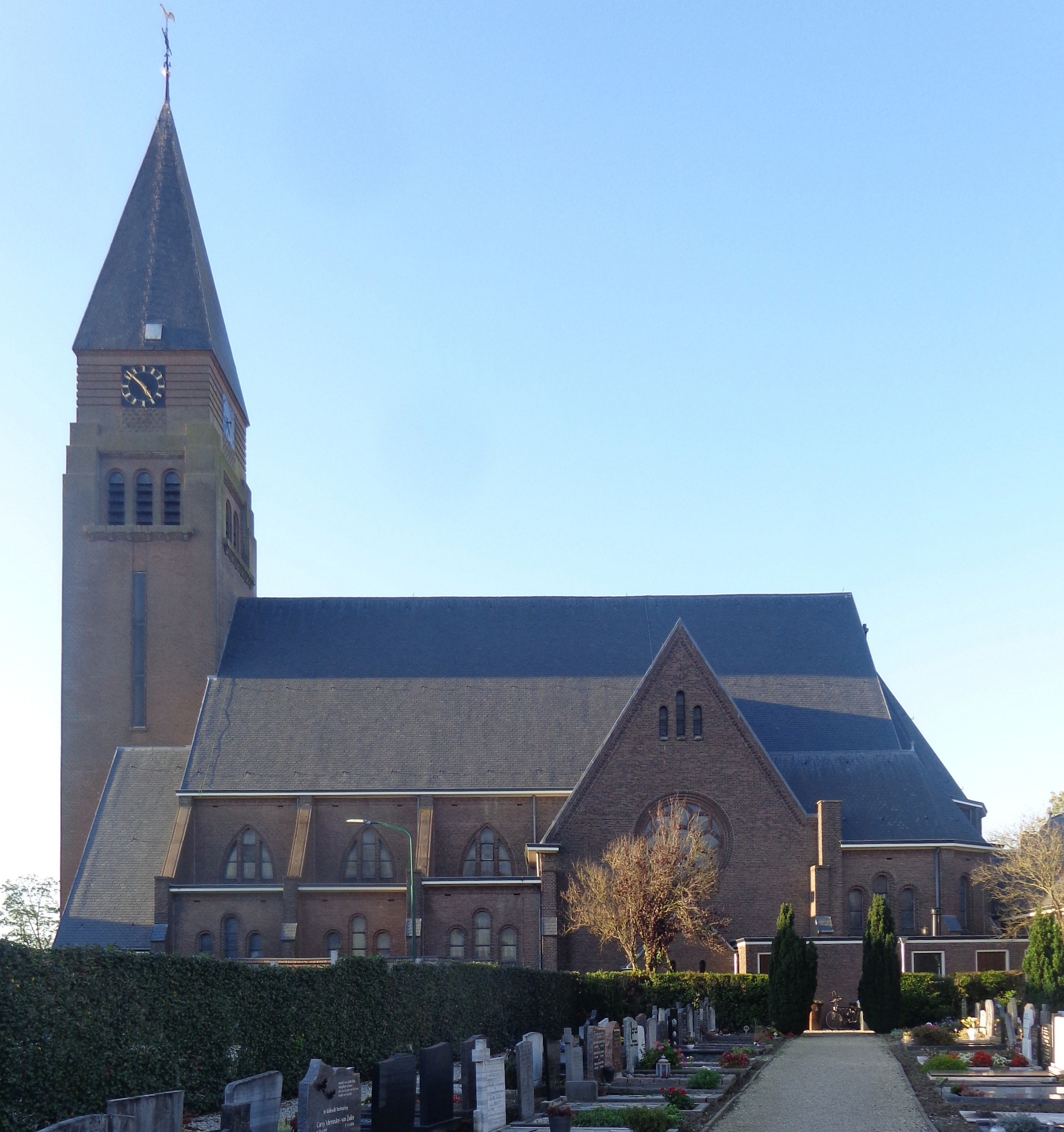
Церква у Кабау
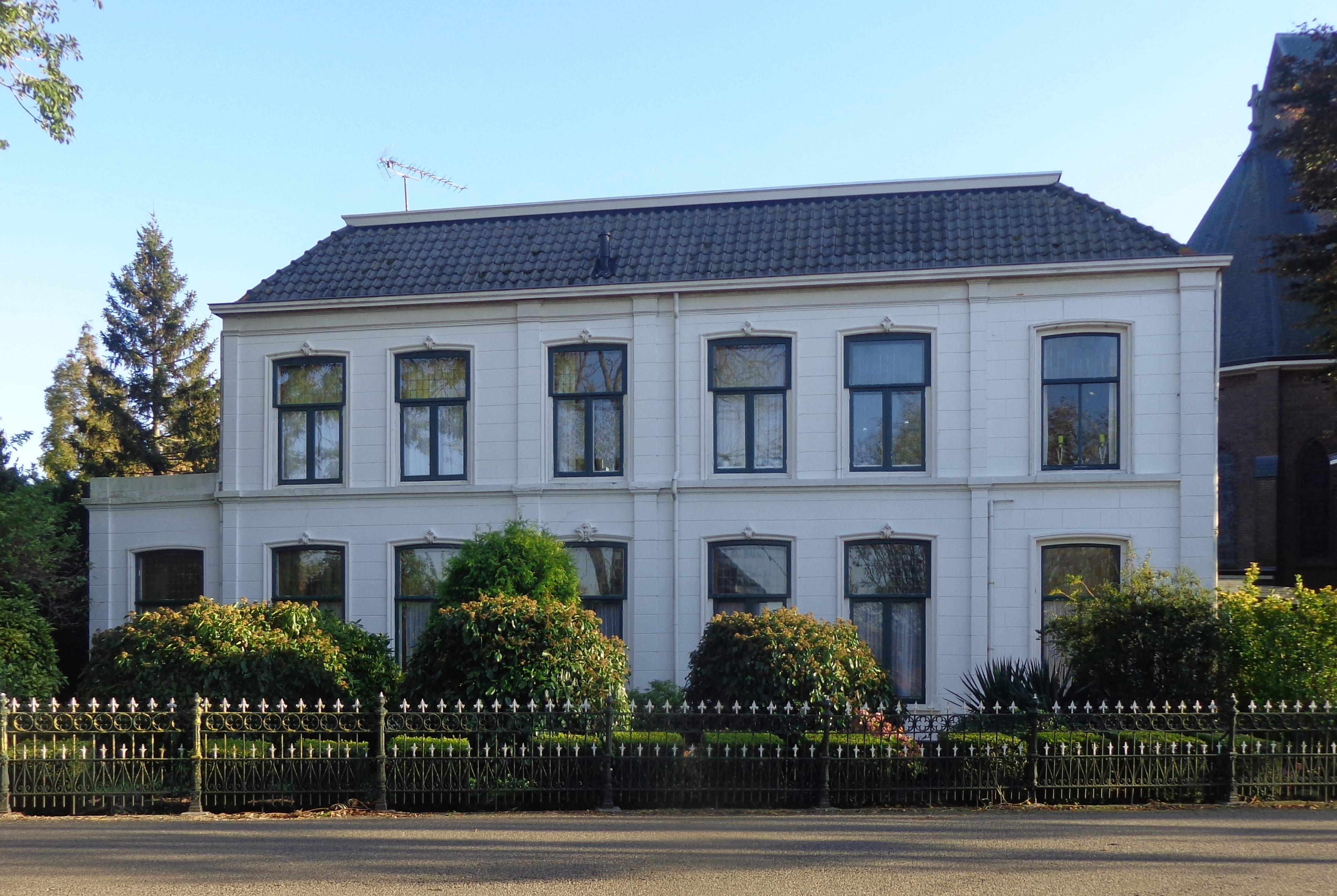
Будинок почту
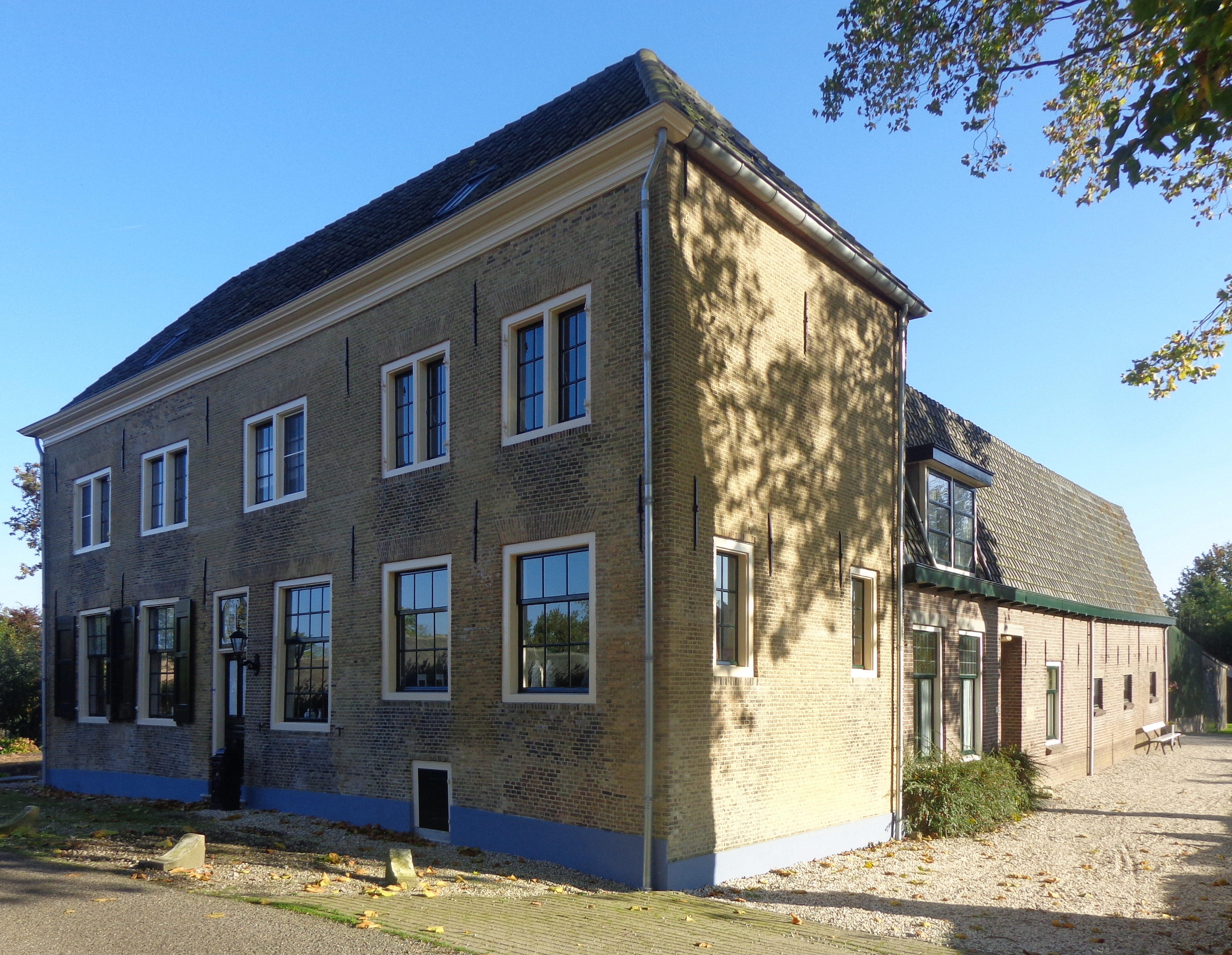
Ферма Het Leeuwenhuis
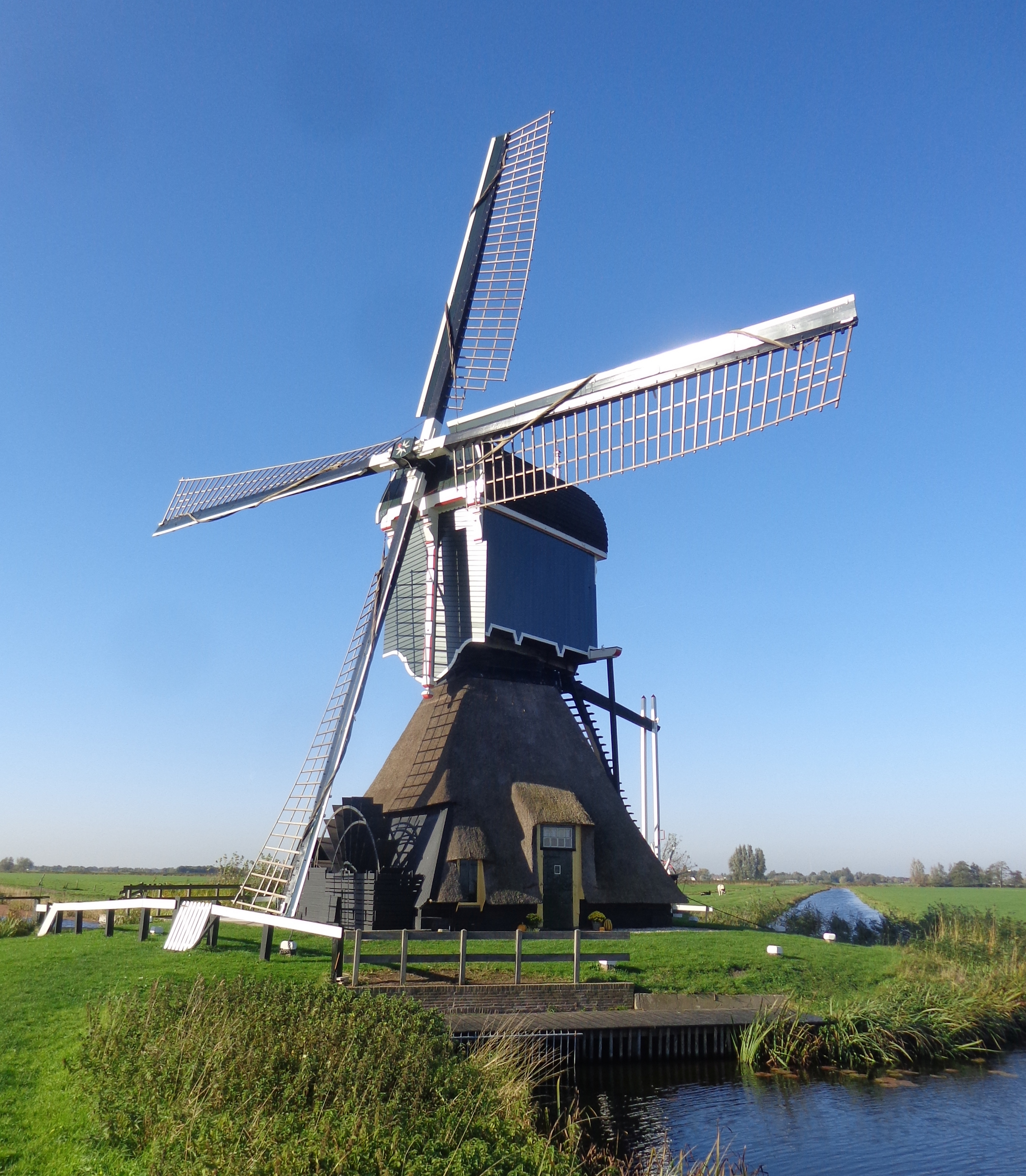
Вітряк De Middelste Molen